# Nicotiana gossei
Nicotiana gossei är en potatisväxtart som beskrevs av Karel Domin. Nicotiana gossei ingår i släktet tobak, och familjen potatisväxter. Inga underarter finns listade i Catalogue of Life.